# Castillo de Dunnottar
El castillo de Dunnottar (Dunnottar Castle en inglés) es un castillo medieval, hoy en ruinas, que se encuentra asentado sobre un precipicio rocoso en un cabo en la costa nordeste de Escocia (Reino Unido), aproximadamente 3 kilómetros al sur de Stonehaven. Los edificios del castillo que han llegado hasta nosotros corresponden esencialmente a los siglos XIV y XV, pero casi con completa seguridad existió en el lugar una importante fortaleza ya en los llamados siglos oscuros. El castillo de Dunnottar jugó un papel importante en la historia de Escocia durante la Edad Media y hasta la Ilustración, debido a su posición estratégica que controla las rutas de transporte marítimo hacia el norte de Escocia y también a que, por hallarse situado sobre una terraza costera, controlaba los movimientos terrestres que pasaban en una estrecha franja de terreno a los pies de la terraza, en particular los accesos al antiguo Causey Mounth, la única ruta medieval costera hacia el sur a través de Portlethen Moss hacia Aberdeen. El lugar, que actualmente está en manos privadas aunque abierto al público, es visitado por cientos de miles de turistas cada año.
Las ruinas del castillo se extienden a lo largo de un área rocosa de tres acres (una hectárea y cuarto) de superficie que se encuentra prácticamente rodeada por el mar del Norte, en una caída a pico de unos 50 metros. Este castillo de planta en L posee como único acceso un estrecho canal de tierra que lo conecta con tierra firme, prosiguiendo por un escarpado sendero que conduce hasta una puerta fortificada.
Las rocas y los entrantes y salientes de la costa existentes al norte y al sur del castillo han sido convertidas en residencia de decenas de miles de aves marinas, lo que hace de esta extensión de la costa escocesa un notable santuario de las aves en el norte de Europa, con una amplia diversidad de especies y un elevado número de animales. Algunas escenas de la película Hamlet, con Mel Gibson y Glenn Close, fueron rodadas en el castillo de Dunnottar.
También la ambientación de la película de animación Brave, de Disney-Pixar, se inspiró en este lugar. (Ref2)